# 셰바즈 샤리프
미안 무함마드 셰바즈 샤리프(우르두어: میاں محمد شہباز شریف, 영어: Mian Muhammad Shahbaz Sharif) 또는 셰바즈 샤리프(우르두어: شہباز شریف, 영어: Shahbaz Sharif, 1951년 9월 23일~)는 파키스탄의 정치인으로, 제23대 파키스탄의 총리(2022. 4. 11.~)이다. 그는 현재 파키스탄 무슬림 연맹 나와즈파의 회장이다. 이전에 그는 정치 경력에서 세 차례 펀자브주 장관을 지냈고, 펀자브주 장관을 가장 오래 역임했다.
1988년 펀자브주 주의회 의원, 1990년 파키스탄 국회의원으로 선출되었다. 그는 1993년 다시 펀자브주 의회에 선출되었고 야당 지도자로 임명되었다. 1997년 2월 20일 파키스탄에서 가장 인구가 많은 펀자브주의 수장으로 처음으로 선출되었다. 1999년 파키스탄 쿠데타 이후, 셰바즈는 그의 가족과 함께 사우디아라비아에서 몇 년간의 망명 생활을 보냈고, 2007년 파키스탄으로 돌아왔다. 셰바즈는 2008년 파키스탄 총선에서 파키스탄 무슬림 연맹 나와즈파이 펀자브주에서 승리한 후 두 번째 임기의 총리로 임명되었다. 2013년 총선에서 세 번째로 펀자브주 장관에 선출되었고 2018년 총선에서 패배할 때까지 임기를 수행했다. 최고 장관으로 재임하는 동안 셰바즈는 매우 유능하고 부지런한 행정가로 명성을 누렸다. 그는 펀자브주에서 야심찬 기반시설 프로젝트를 시작했으며, 그의 효율적인 통치로 유명했다. 셰바즈는 파나마 페이퍼스 사건으로 인해 그의 형인 나와즈 샤리프가 공직에서 실격된 후 파키스탄 무슬림 연맹 나와즈파의 회장으로 지명되었다. 2018년 총선 이후 야당 대표로 지명되었다.
2019년 12월, 국가심계국(NAB)은 셰바즈와 그의 아들 함자 샤리프가 소유한 23개 부동산을 자금세탁 혐의로 동결했다. 2020년 9월 28일, 국가심계국은 라호르 고등법원을 통해 셰바즈를 체포하고 돈세탁 혐의로 기소했다. 그는 재판이 열릴 때까지 투옥되었다. 2021년 4월 14일, 라호르 고등법원은 그를 보석으로 석방했다. 2020년 4월 11일 임란 칸에 대한 불신임안이 통과되면서 총리로 선출되었다.

## 가족 및 사생활

### 어린 시절 및 교육
셰바즈는 1951년 9월 23일 파키스탄 펀자브주 라호르에 있는 펀자브어 쓰는 카슈미르인 샤리프 가문에 속한다. 그의 아버지 무함마드 샤리프는 사업을 위해 카슈미르 아난트나그구에서 이주한 상류층 사업가이자 사업가였고, 결국 20세기 초 펀자브주 암리차르구의 자티 움라 마을에 정착했다. 그의 어머니의 가족은 풀와마 출신이었다. 1947년 인도의 분할과 파키스탄의 독립에 따라 그의 부모는 암리차르구에서 라호르로 이주했다. 그는 라호르에 있는 세인트 앤서니 고등학교에 다녔다.
셰바즈는 라호르 관립 대학교에서 문학사 학위를 받았다.
졸업 후, 그는 가족 소유의 이테팍 그룹에 가입했고 1985년 라호르 상공회의소의 회장으로 선출되었다.

### 가족
형제로는 아바스 샤리프와 나와즈 샤리프가 있다. 나와즈는 파키스탄의 총리로 세 번 선출되었다. 그의 처제 쿨숨 나와즈 샤리프는 파키스탄의 영부인이었다.
셰바즈는 1973년에 누스라트 셰바즈와 결혼했다.  그들은 살만, 함자, 쌍둥이 자매인 자베리아, 라비아 등 네 명의 자녀를 두었다.
2003년, 셰바즈는 두 번째 부인 테미나 두라니와 결혼했다. 그는 라이윈드 궁전의 라호르에 있는 그의 조상의 집에서 살고 있다.

### 재산
셰바즈는 직업상 사업가이며 수백만 달러의 철강 재벌인 이테팍 그룹을 공동으로 소유하고 있다.
2013년 셰바즈가 336,900,000 파운드로 형 나와즈보다 더 부유하다는 것이 알려졌다.

## 총리직
2022년 4월 10일, 파키스탄 헌정 위기 이후 현직 총리 임란 칸에 대한 불신임 투표로 샤리프는 야당으로부터 총리 후보로 지명되었다.
그는 2022년 4월 11일 총리로 선출되었다. 그는 이날 "불편"을 호소하며 병가를 낸 아리프 알비 대통령 대리인 사디크 산지라니 상원 의장이 취임 선서를 했다.